# Progress (Vorónej)
|  | Per a altres significats, vegeu «Progress». |

Progress (en rus: Прогресс) és un poble (un possiólok) de l'óblast de Vorónej, a Rússia, segons el cens del 2010 tenia 125 habitants.